# 上田章
上田章（日语：上田章，うえだ あきら），1926年5月5日—2014年3月10日，日本京都市人，日本眾議院法制局長、律師。

## 生平
1943年，畢業於京都府立京都第一中学校。1945年，畢業於第三高等学校。1948年，畢業於東京大学法学部。后進入眾議院。1981年，擔任衆議院法制次長。1983年，任衆議院法制局長。1989年辭職。1992年，擔任白鷗大學法学部教授。1996年，勲二等旭日重光章。2014年去世。